# Wonder Wind
「Wonder Wind」（ワンダー・ウィンド）は、ELISAの4枚目のシングル。2009年5月20日にジェネオン・ユニバーサルから発売された。

## 解説
- 前作「ebullient future」から約6ヶ月ぶりのリリース。
- 表題曲「Wonder Wind」は、テレビアニメ『ハヤテのごとく!!』のオープニングテーマとして使用された。
- 10曲近い仮歌の中から原作者である畑健二郎自身がスタッフとともに選んだ。[1]
- 初回限定盤（GNCA-0133）と通常盤（GNCA-0134）の2パターンリリースであり、初回限定盤には「Wonder Wind」のPV映像を収録したDVD、描き下ろしイラストの差し替えジャケット帯が同梱されている。
- 封入特典は帯とは別絵柄の描き下ろしイラスト差し替えジャケット（通常盤は初回プレスのみ）。
- 初回限定盤のジャケットには、三千院ナギが、通常盤のジャケットには、綾崎ハヤテ、三千院ナギが描かれている。

## 収録曲
1. Wonder Wind [4:03]
作詞：六ツ見純代、作曲：田代智一、編曲：前口渉
2. 凛々と [4:45]
作詞：西田恵美、作曲・編曲：菊田大介（Elements Garden）
3. Wonder Wind -Instrumental- [4:03]
4. 凛々と -Instrumental- [4:44]

## タイアップ
| 曲名        | タイアップ                                         |
| ----------- | -------------------------------------------------- |
| Wonder Wind | テレビアニメ『ハヤテのごとく!!』オープニングテーマ |

## 収録アルバム
| 曲名        | 収録アルバム          |
| ----------- | --------------------- |
| Wonder Wind | 『Rouge Adolescence』 |
| 凛々と      | 『Rouge Adolescence』 |

eyelis
| 曲名        | 収録アルバム       |
| ----------- | ------------------ |
| Wonder Wind | 『PRE-PRODUCTION』 |

※同曲編曲者の前口渉が所属する音楽ユニットeyelisがセルフカバーしたものである。ヴォーカルおよびコーラスの歌唱は川崎里実、ギターの演奏は増田武史が担当している。